# Costa de Majona, El Águila y Avalo
Costa de Majona, El Águila y Avalo este o arie protejată (arie de protecție specială avifaunistică — SPA) din Spania întinsă pe o suprafață de 175,15 ha, integral pe uscat.

## Localizare
Centrul sitului Costa de Majona, El Águila y Avalo este situat la coordonatele 28°08′27″N 17°07′10″W / 28.14096°N 17.11955°V.

## Înființare
Situl Costa de Majona, El Águila y Avalo a fost declarat arie de protecție specială avifaunistică în octombrie 2022 pentru a proteja 8 specii de animale.

## Biodiversitate
Situată în ecoregiunea , aria protejată nu include niciun habitat protejat.
La baza desemnării sitului se află mai multe specii protejate de  păsări (8): Bucanetes githagineus, Calonectris borealis, șoim călător (Falco peregrinus), Numenius phaeopus, vultur pescar (Pandion haliaetus), ploier argintiu (Pluvialis squatarola), Puffinus lherminieri, chiră de baltă (Sterna hirundo).